# EC 1.16.1
La EC 1.16.1 è una sotto-sottoclasse della classificazione EC relativa agli enzimi. Si tratta di una sottoclasse delle ossidoreduttasi che include enzimi che ossidano ioni metallici con NAD+ o NADP+ come accettori di elettroni.

## Enzimi appartenenti alla sotto-sottoclasse
| numero EC   | nome accettato                              |
| ----------- | ------------------------------------------- |
| EC 1.16.1.1 | mercurio(II) reduttasi                      |
| EC 1.16.1.2 | transferrina diferrica reduttasi            |
| EC 1.16.1.3 | acquacobalamina reduttasi                   |
| EC 1.16.1.4 | cob(II)alamina reduttasi                    |
| EC 1.16.1.5 | acquacobalamina reduttasi (NADPH)           |
| EC 1.16.1.6 | cianocobalamina reduttasi (elimina cianuro) |
| EC 1.16.1.7 | ferrico-chelato reduttasi                   |
| EC 1.16.1.8 | (metionina sintasi) reduttasi               |